# محمد قائم بأمرالله
محمد قائم بأمرالله(۸۹۳-۹۴۶) دومین خلیفه از خلفای فاطمی و دوازدهمین امام در مذهب شیعه اسماعیلی است. وی پس از مرگ پدرش عبیدالله مهدی در سال ۳۲۲ هجری، خلافت را برعهده گرفت. او در سلمیه در سوریه زاده شده بود؛ و در ۱۳ شوال ۳۴۴ هجری/۱۷ مه ۹۴۶ میلادی درگذشت و پسرش اسماعیل منصور جانشین او شد.

## کتابشناسی/ یادکردها
- ویلیام بوردهی (۱۳۶۴)، تحقیقی در آیین اسماعیلیه، ترجمهٔ زهرا سعیدی، مشهد: تابناک
- محمد بن زین العابدین (۱۳۶۲)، تاریخ جماعت اسمعیلیه:هدایت المومنین الطالبین، ترجمهٔ هما خاقان زاده، به کوشش الکساندر سیمونوف.، تهران: اساطیر